# Abborrtjärnet (Gunnarskogs socken, Värmland, 663200-132534)
Abborrtjärnet är en sjö i Arvika kommun i Värmland och ingår i Göta älvs huvudavrinningsområde. Sjön är 4 meter djup, har en yta på 0,111 kvadratkilometer och är belägen 298,3 meter över havet. Abborrtjärnet ligger i Byamossarna Natura 2000-område. Sjön avvattnas av vattendraget Vikarälven.

## Delavrinningsområde
Abborrtjärnet ingår i det delavrinningsområde (662956-132533) som SMHI kallar för Inloppet i Racken. Medelhöjden är 263 meter över havet och ytan är 19,13 kvadratkilometer. Det finns inga avrinningsområden uppströms utan avrinningsområdet är högsta punkten. Vikarälven som avvattnar avrinningsområdet har biflödesordning 3, vilket innebär att vattnet flödar genom totalt 3 vattendrag innan det når havet efter 280 kilometer. Avrinningsområdet består mestadels av skog (73 procent). Avrinningsområdet har 1,19 kvadratkilometer vattenytor vilket ger det en sjöprocent på 6,2 procent.